# Mistrz z Tahull
Mistrz z Tahull, Mistrz z Taüll, Mistrz Sant Climent, (kataloński: Meister von Tahull) - XII wieczny malarz kataloński, jeden z najważniejszych artystów romańskich w Europie

## Życie i działalność artystyczna
Jego nazwa pochodzi od przypisywanych mu fresków wykonanych w 1123 roku, w kościele San Climente w Taüll. Mistrz z Tahull jako jeden z pierwszych podjął próby wyrażenia przestrzeni. Jego styl wywodzi się z południowej Francji, a dokładniej Langwedocji i Poitou. Twarze jego bohaterów odznaczają się wielkim realizmem. Wykorzystywał szeroka gamę kolorystyczną: karmin, błękit i biel. Według historyków sztuki niektóre materiały mógł sprowadzać z Włoch. Hiszpański historyk, Maurice Serullaz, o stylu Mistrza z Tahull pisał: 

W apsydzie tej, mamy bez wątpienia do czynienia z samą istotą malarskiej sztuki romańskiej Katalonii. Artysta, dbały o ekspresję swego dzieła i respektujący hierarchiczny charakter przedstawionych postaci, umiał tchnąć nową siłę w tradycyjnie formuły ikonograficzne

Styl Mistrza z Tahull miał wpływ na freski znajdujące się w kościele Sant Miquel Engolasters (Andora), obecnie również znajdujące się w barcelońskim muzeum. Jego wizerunek Pantokratora miał swoje stylistyczne i ikonograficzne echa w malowidłach ściennych w Esterri de Cardós. 
W Tahull znajduje się inna kaplica - kaplica Santa Maria z freskiem Madonny Tronującej. Anonimowy artysta uznawany jest za ucznia lub artystę z kręgu Mistrza z Tahull; jednakże jego styl jest znacznie uboższy w detale i odcienie. Dla odróżnienia obu mistrzom nadaje się miana: Mistrz San Clemente z Tahull i Mistrz Santa Maria z Tahull. András Székely Mistrza Santa Maria z Tahull identyfikuje z Mistrzem Sądu Ostatecznego